# Новоіванівка (Криворізька міська громада)
Новоіва́нівка — село в Україні, в Криворізькому районі Дніпропетровської області. Входить до складу Криворізької міської громади. До 2020 року знаходилось у Тернівському районі Кривого Рогу. Населення становить 690 осіб. Відстань до райцентру становить близько 20 км і проходить автошляхом Т 0434.

## Географія
Село Новоіванівка знаходиться на лівому березі річки Саксагань у верхів'ї Кресівського водосховища, вище за течією на відстані 0,5 км розташоване село Тернуватий Кут, нижче за течією на відстані 5,5 км і на протилежному березі — місто Кривий Ріг. Поруч проходять автомобільна дорога Т 0434 і залізниця, станція Саксагань за 4,5 км.

## Населення
За переписом населення України 2001 року в селі мешкало 690 осіб.

### Мова
Розподіл населення за рідною мовою за даними перепису 2001 року:
| Мова            | Кількість | Відсоток |
| --------------- | --------- | -------- |
| українська      | 626       | 90.73%   |
| російська       | 47        | 6.81%    |
| білоруська      | 2         | 0.29%    |
| інші/не вказали | 15        | 2.17%    |
| Усього          | 690       | 100%     |